# June Lake
June Lake es un lugar designado por el censo ubicado en el condado de Mono en el estado estadounidense de California. En el año 2010 tenía una población de 629 habitantes.

## Geografía
June Lake se encuentra ubicado en las coordenadas 37°46′47″N 119°04′32″O / 37.77972, -119.07556.